# Hala Koszyki w Warszawie

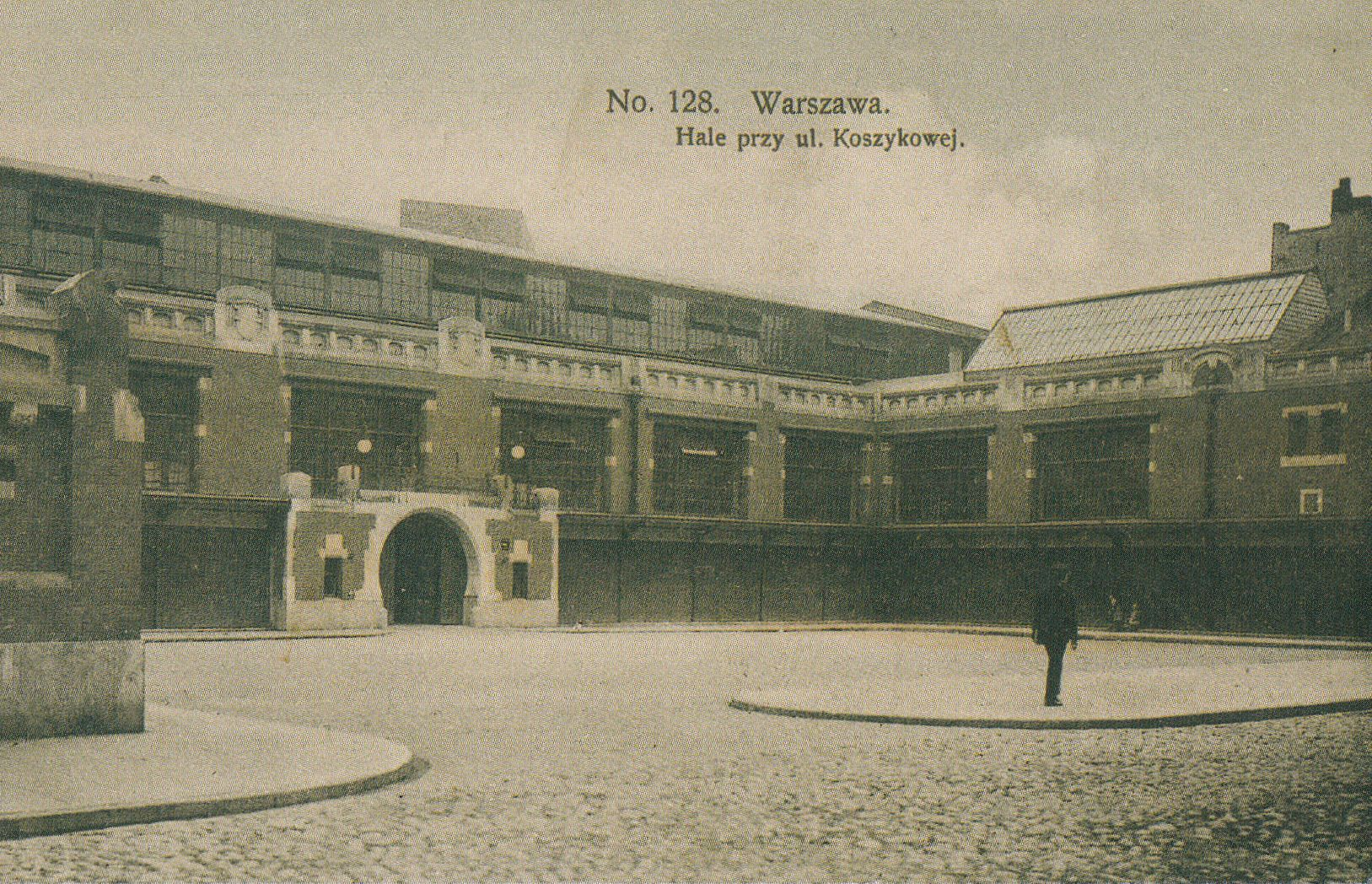
Hala na krótko przed zakończeniem budowy (1908)

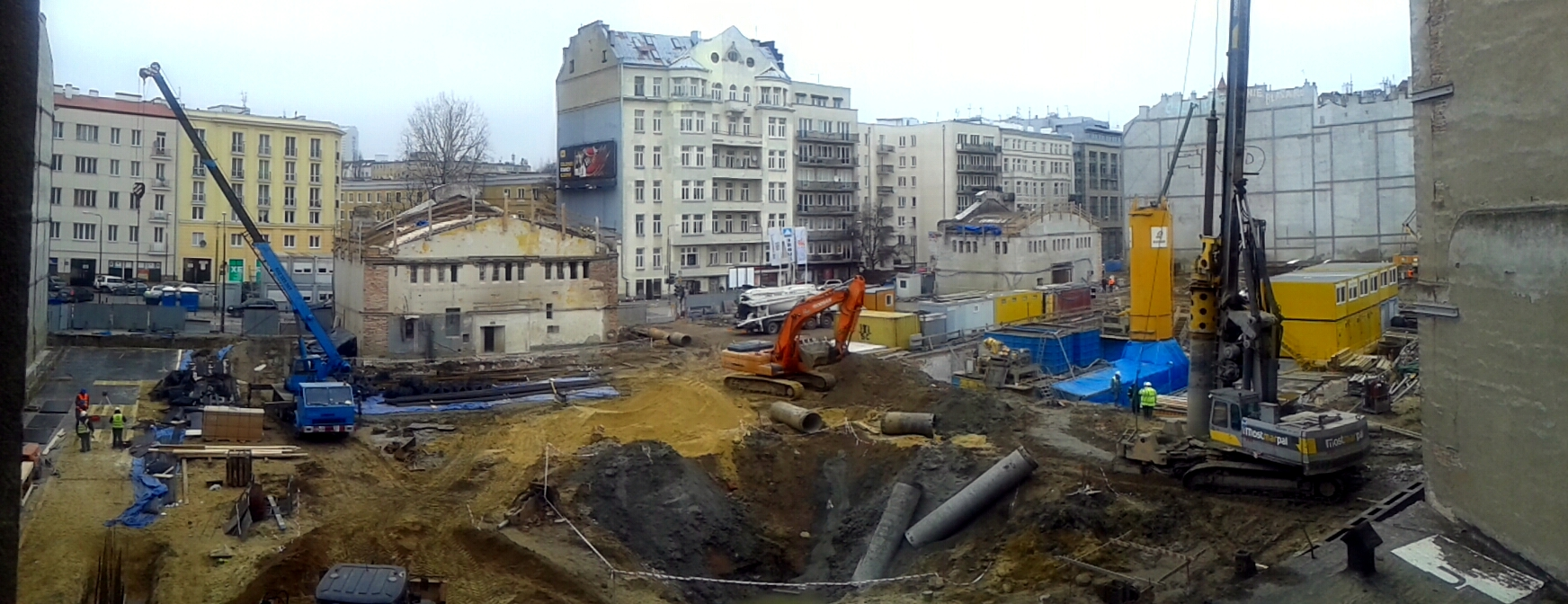
Odbudowa hali, widoczne dwa zachowane budynki bramne (2014)

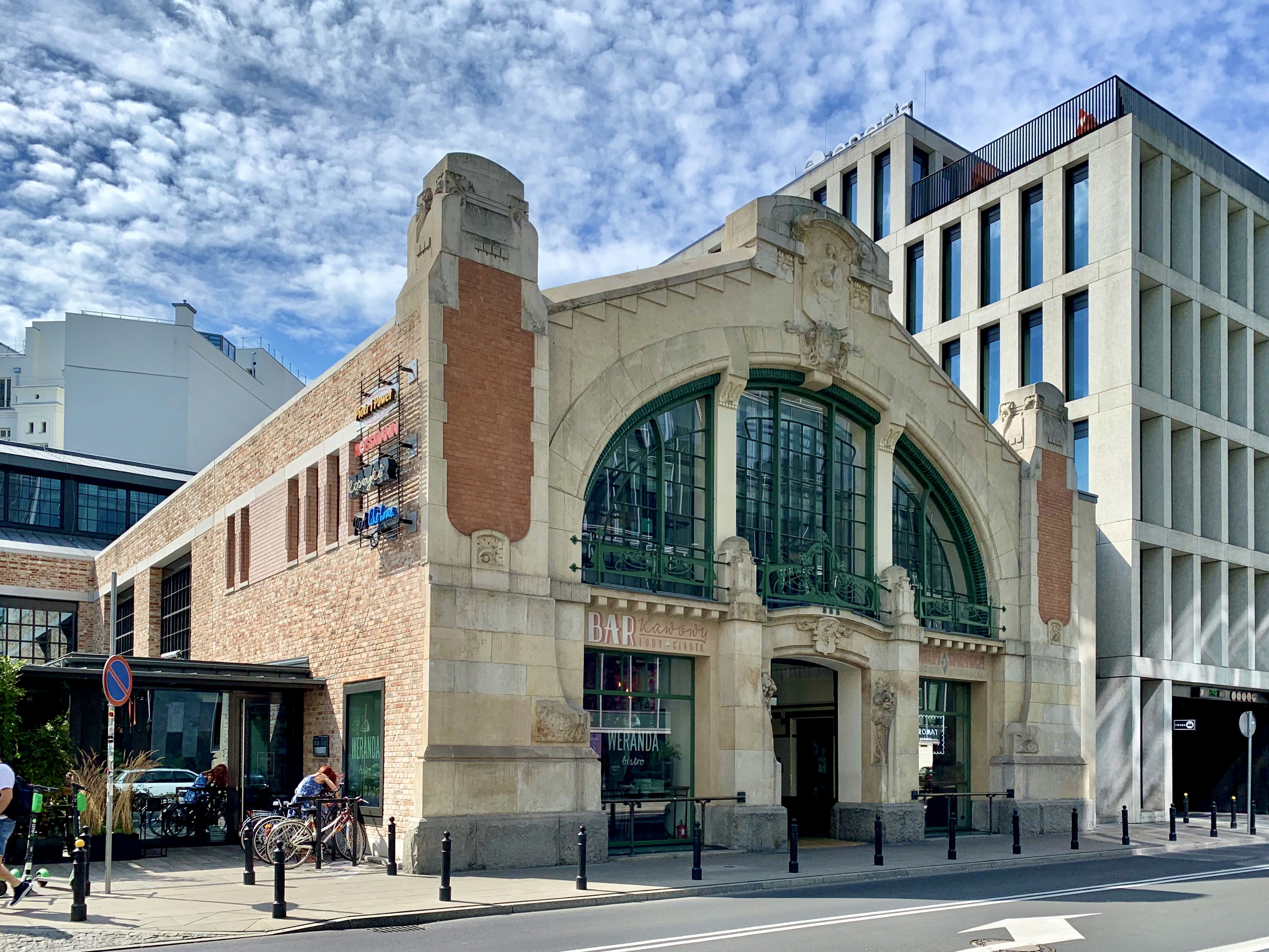
Jedno z wejść do hali (2019)

Hala Koszyki, hala targowa „Koszyki”, hale przy ul. Koszykowej, Hala Targowa na Koszykach – hala targowa wzniesiona w latach 1906–1909 przy ul. Koszykowej 61/63 w Warszawie.

## Opis
Zespół na Koszykach był trzecim, po Halach Mirowskich i halach na placu Witkowskiego, kompleksem hal targowych wzniesionym w Warszawie na przełomie XIX i XX wieku. Hale umożliwiały m.in. lepszą organizację handlu i podniesienie warunków higienicznych sprzedaży dzięki przeniesieniu jej z otwartej przestrzeni do zamkniętych pomieszczeń. Hala na Koszykach powstała na terenie dawnego folwarku Koszyki z przeznaczeniem na miejsce handlu detalicznego dla mieszkańców rozbudowującej się południowej dzielnicy miasta. Inwestorem było miasto. Na potrzeby inwestycji magistrat nabył dwie parcele za kwotę 185 205 rubli.
Zespół budynków przy ul. Koszykowej został wzniesiony w latach 1906–1909 w stylu secesyjnym według projektu Juliusza Dzierżanowskiego, który w tamtym czasie pracował w Wydziale Budowlanym Zarządu Miejskiego. Hala targowa została zaprojektowana na rzucie klamry otwartej w kierunku ul. Koszykowej. Składała się z korpusu głównego (77 × 27 metrów) i dwóch prostopadłych skrzydeł bocznych (15 × 15 metrów). Prace budowlane wykonała firma Kuksz i Lüdtke, konstrukcję stalową firma Władysława Gostyńskiego, a elementy metalowe (okucia, kraty i bramy) Fabryka Wyrobów Żelaznych Konstrukcji i Ornamentów H. Zielezińskiego. Budynek był jak na tamte czasy bardzo nowoczesny. Koszt jego budowy wyniósł 396 422 ruble.
Autorem ozdób rzeźbiarskich na elewacjach był Zygmunt Otto. Nad wejściami do oficyn bramnych umieszczono łeb wołu, jeden z nielicznych w architekturze Warszawy portretów zwierzęcych. Na nim wsparty został kartusz herbowy wypełniony płaskorzeźbą przedstawiającą Syrenkę. Innymi detalami rzeźbiarskimi były m.in. bukiety kwiatów i owoców.
Wejścia dla pieszych znajdowały się w skrzydłach bocznych, sięgających linii zabudowy ulicy, natomiast przez bramę znajdującą się na osi cofniętego w głąb posesji korpusu głównego mogły wjeżdżać wozy. W hali znajdowały się 4 duże sklepy piętrowe w części frontowej, 24 mniejsze sklepy, 60 jatek mięsnych, 12 rybnych oraz 144 stragany. Każdy rodzaj stoiska został starannie zaprojektowany (m.in. te przeznaczone do sprzedaży żywych ryb zostały wyposażone w baseny, a do handlu mięsem – w marmurowe lady). Hala była podpiwniczona, dzięki czemu każdy sprzedający dysponował przestrzenią magazynową. W budynku znajdowały się także chłodnie.
Handel odbywał się również na placu od strony ul. Noakowskiego. We wschodniej części posesji wzniesiono budynek administracyjno-mieszkalny.
Wadą nowej inwestycji był brak miejsca dla postoju wozów oraz trudny dojazd wąską ulicą Koszykową. Hala rozpoczęła działalność 2 marca 1909, jednak wszystkie znajdujące się w niej stoiska zostały wynajęte dopiero po I wojnie światowej.
W czasie obrony Warszawy we wrześniu 1939 w hali uruchomiono ośrodek sanitarno-weterynaryjny Straży Obywatelskiej w celu prowadzenia uboju koni na mięso.
Hala została poważnie uszkodzona w czasie radzieckich nalotów na Warszawę w maju 1943. Zniszczone stragany szybko jednak odbudowano. W czasie powstania warszawskiego hala została spalona i w większości zniszczona. Po wojnie obiekt został przejęty przez Warszawską Spółdzielnię Spożywców „Społem”. Po 1950 hala została rozbudowana o parterowe pawilony wokół dziedzińca. Powstał tam bazar, składający się z kilkudziesięciu sklepów. Od 1963 hala Koszyki działała pod nazwą Spółdzielczy Dom Handlowy „Koszyki”.
W 1965 hala została wpisana do rejestru zabytków.

### Rozbiórka i odbudowa (2009–2016)
W 2009 roku firma Avestus Real Estate, właściciel hali, przeprowadziła jej rozbiórkę, pozostawiając jedynie dwie oficyny bramne oraz fragment ściany z głównym wejściem. Inwestor deklarował, że rozebrane elementy konstrukcji zostaną odnowione i ponownie wykorzystane w odbudowanym obiekcie. Zgodnie z zaakceptowanym przez stołecznego konserwatora zabytków planem, po wybudowaniu podziemnych parkingów miano niezwłocznie rozpocząć montaż odrestaurowanej konstrukcji. Plan ten nie został jednak zrealizowany, a prace budowlane przerwano.
W 2012 roku nieruchomość nabyła spółka Griffin Group, zapowiadając jej rewitalizację.
Odbudowana hala została otwarta w październiku 2016 roku. Przywrócono część oryginalnej stalowej konstrukcji korpusu głównego oraz odrestaurowano secesyjne elementy budynków bramnych. Odnowiono również zachowane szyldy sklepowe z początkowego okresu działalności hali, w tym jeden zapisany cyrylicą. W korytarzach wejściowych ułożono oryginalne płytki ceramiczne, a stalową konstrukcję pomalowano na pierwotny zielony kolor.
Zgodnie z koncepcją inwestora obiekt pełni funkcję targowo-restauracyjną. Prace rewitalizacyjne stanowiły wyzwanie inżynieryjne, m.in. pod względem logistyki dostaw materiałów w centrum miasta. W procesie odbudowy wykorzystano 8880 m² wełny skalnej w systemach izolacyjnych, co wpłynęło na poprawę bezpieczeństwa pożarowego, komfortu akustycznego i efektywności energetycznej. W obiekcie rozpoczęło działalność kilkanaście restauracji, sklepy oraz supermarket. Część przestrzeni przeznaczono na ekspozycje sztuki. Na poziomie –2 urządzono parking na kilkaset samochodów, a obok hali wzniesiono dwa sześciopiętrowe budynki biurowe.
Autorem projektu rekonstrukcji była warszawska pracownia JEMS Architekci. Wartość inwestycji wyniosła 115 mln zł.